# Sportzentrum Niederösterreich
Das Sportzentrum Niederösterreich (Eigenschreibung SPORT.ZENTRUM.Niederösterreich), ehemalige Niederösterreichische Landessportschule, ist ein Sportzentrum in St. Pölten. Mit einer Gesamtgröße von 150.000 m² bietet es eine der größten und multifunktionellsten Sportanlagen Österreichs.

## Geschichte

### 1990 Eröffnung
Das Sportzentrum Niederösterreich wurde als das erste seit der Hauptstadtgründung in St. Pölten verwirklichte Hochbauprojekt 1990 eröffnet.
Die Kosten beliefen sich damals auf fast 17 Millionen Euro. Das Hauptgebäude (Gastronomie, Garderoben, Kraft- u. Gymnastikraum) mit angrenzender Veranstaltungshalle und Gästehaus sowie 3 Fußballfelder, Leichtathletikanlage, ein Tennis Freiplatzbereich und das Haus des Sports (Sitz Dachverbände) wurden errichtet.

### 1995 Tennishalle
1995 wurde die zweite Ausbaustufe mit einer Tennishalle mit vier Feldern, einem Seminarraum für Einhundert Personen und neue Zentralbüros für den Niederösterreichischen Fußballverband ihrer Bestimmung übergeben.
Diese Ausbaustufe kostete 3,6 Millionen Euro.
Die Kosten für die dritte und vierte Ausbaustufe beliefen sich auf knapp 4 Millionen Euro.

### 2003 Ballsporthalle
Die Ballsporthalle wurde als fünfte Ausbaustufe in neun Monaten Bauzeit und Baukosten von 3,6 Millionen Euro realisiert und am 1. Dezember 2003 eröffnet.
Die sechste Ausbaustufe kostete knapp 1 Million Euro.
Im September 2007 wurde die Eissporthalle als Baustufe sieben eröffnet.

### 2012 Fußballstadion
Am 7. Juli 2012 wurde die NV Arena (25,7 Millionen Euro) als achte Ausbaustufe eröffnet.

### 2013 Eröffnung der Fitnesshalle (ehemalige Gymnastikhalle)
Nach elfmonatiger Bauzeit wurde am 31. Jänner 2013 die neue Fitnesshalle am Areal von Sportlandesrätin  Petra Bohuslav eröffnet.
Mit einem zweiten Kunstrasenplatz ergänzte das SPORT.ZENTRUM.Niederösterreich ihr Trainingsangebot und bietet seit Jänner 2014 zusätzliche Trainingszeiten. Der neue Kunstrasenplatz bietet eine lange Lebensdauer. Die Heliflex-Technologie sorgt dafür, dass sich das Garn nach jeder Belastung wieder gut aufstellt und das Rollverhalten und die Rollgeschwindigkeit ebenso gut oder besser sind, als auf Naturrasen.
Seit Juni 2013 ist der frühere Radrennfahrer Franz Stocher als Geschäftsführer im Sportzentrum Niederösterreich tätig.

### 2018 Neueröffnung
Am 31. Mai 2018 wurde das SPORT.ZENTRUM.Niederösterreich nach einer 20-monatigen Sanierungsphase neu eröffnet. Den Kern des Sanierungsprojektes bildeten eine umfassende Adaption der Sportanlagen an die Bedürfnisse der Sportler, die Modernisierung der Übernachtungsmöglichkeiten im Haupthaus und eine generelle Digitalisierung der Sportinfrastruktur. Mit in das Sportangebot wurden eine Kletterwand und ein Boulderbereich genommen.
Im Mai 2024 wurde ein Heeres-Leistungssportzentrum im Sportzentrum Niederösterreich eröffnet.

## Trainingsstätten
Das Sportzentrum verfügt über einen Beachvolleyballplatz, Fußball Rasenplätze, Kunstrasenplätze, einen Hartplatz, ein Tenniszentrum mit vier Outdoor-Sandplätzen und vier Indoorplätze mit Teppichbelag und Gummigranulat. Außerdem stehen den Sportlern fünf Seminarräume, eine Sauna, ein Solarium und eine Kraftkammer zur Verfügung.
Der Wohntrakt hat eine Gesamtkapazität von 60 Betten auf 2 Stockwerken. Zudem stehen noch weitere Hallen zur Verfügung.
Im Zentrum der Indooranlagen befindet sich die Mehrzweckhalle. Die Halle mit den Gesamtausmaßen von 45 mal 27 Metern ist teilbar in drei Felder und mit Kunststoffboden ausgestattet.
Sie ist elf Meter hoch und verfügt über eine fixe Tribüne, die um eine zusätzliche Tribüne mit einem gesamten Fassungsraum von 1200 Besuchern erweitert werden kann.
Die Trainingshalle ist eine Mehrzwecksporthalle mit 60 mal 40 Metern und ist für sämtliche Ballsportarten geeignet. Die Gerät- und Kunstturnhalle ist durchgehend mit Mattenboden ausgelegt. Eine Besonderheit stellt die „Schnitzelgrube“ dar, eine Weichgrube zum gefahrlosen Einüben von Akrobatikübungen.
Der Gymnastikraum ist mit Spiegelwand und Holzschwingboden ausgestattet. Dort werden unter anderem Ballett, Tanzen, Aerobic, Judo und Karate ausgeübt. Zudem ist ein Tischtennistisch vorhanden. Die Indoor-Kletterwand ist mit 12 mal 11 Metern in verschiedene Schwierigkeitsgrade eingeteilt.
Die Leichtathletikanlage verfügt über eine 400 Meter Rundbahn, Hoch- und Weitsprunganlagen und Wurfanlagen. Darüber hinaus besteht eine Flutlichtanlage und eine Beschallungsanlage. Die Hallenlaufbahn steht für Sprint- und Hürdenläufer während des gesamten Jahres zur Verfügung.
Die Anlage war von 1994 bis 2005 der Austragungsort eines ATP-Tennisturniers.
Die dreiseitige Tribüne mit 2672 Sitzplätzen ist erweiterbar auf 3700 Sitzplätze.
In der Arena stehen 1200 m² Veranstaltungsfläche zur Verfügung. Dazu kommen 2200 m² Fläche am Freigelände.
Die Eissporthalle besteht aus einer Eisfläche mit 30 mal 60 Metern. Die Stützenfreie Tribüne verfügt über eine Zuschauerkapazität von 500 Sitzplätzen.

## Veranstaltungsstätten
Das Sportzentrum Niederösterreich ist nicht nur ein Trainingszentrum für NÖ-Leistungssportler, Vereine und Verbände, sondern auch ein Ort für Veranstaltungen.

### bet-at-home Arena
Die bet-at-home Arena befindet sich direkt im Haupthaus und ist eine wettkampftaugliche Trainingsstätte sowie Veranstaltungsort. Veranstaltungen mit bis zu 900 Zuschauern können in der Arena realisiert werden.

### HYPO NOE Lounge
Die HYPO NOE Lounge bietet mit einer Innenfläche von 720 m² und weiteren 85 m² im Foyer-Bereich Platz für bis zu 700 Gäste.

### NV Arena
Die NV Arena ist in das Sportzentrum Niederösterreich eingegliedert und befindet sich im Norden der Stadt St. Pölten unweit des Stadtzentrums. Zudem ist die NV Arena die Heimstätte des Sportklubs Niederösterreich St. Pölten. Die NV Arena wird auch für Veranstaltungen außerhalb des Fußballbetriebs genutzt.